# Shantou
Shantou (en xinès: 汕头市, pinyin: Shàntóu), també coneguda com a Swatow i Suátao, és una ciutat-prefectura a la Província de Canton (Guangdong), República Popular de la Xina. Se situa en les costes del Mar de la Xina Meridional a la desembocadura del riu Ting (汀江). La seva àrea és de 2.064 km² i la seva població era de 5.391.028 habitants al cens del 2010.

## Administració
La ciutat-prefectura de Shantou es divideix en 7 districtes i 1 comtat.
- Districte Jinping (金平区)
- Districte Longhu (龙湖区)
- Districte Haojiang (濠江区)
- Districte Chaoyang (潮阳区)
- Districte Chaonan (潮南区)
- Districte Chenghai (澄海区)
- Comtat Nan'ao (南澳县)

| Divisions administratives de Shantou                               | Divisions administratives de Shantou | Divisions administratives de Shantou | Divisions administratives de Shantou | Divisions administratives de Shantou | Divisions administratives de Shantou | Divisions administratives de Shantou | Divisions administratives de Shantou | Divisions administratives de Shantou | Divisions administratives de Shantou | Divisions administratives de Shantou | Divisions administratives de Shantou | Divisions administratives de Shantou |
| ------------------------------------------------------------------ | ------------------------------------ | ------------------------------------ | ------------------------------------ | ------------------------------------ | ------------------------------------ | ------------------------------------ | ------------------------------------ | ------------------------------------ | ------------------------------------ | ------------------------------------ | ------------------------------------ | ------------------------------------ |
| Jinping Longhu Haojiang Chaoyang Chaonan Chenghai Comtat de Nan'ao |                                      |                                      |                                      |                                      |                                      |                                      |                                      |                                      |                                      |                                      |                                      |                                      |

| Codi   | Nom                   | xinès  | Pinyin      | Àrea en km² | Població 2010 | Capital/Seu               | Codi Postal | Divisions     | Divisions | Divisions               | Divisions                | Divisions |
| Codi   | Nom                   | xinès  | Pinyin      | Àrea en km² | Població 2010 | Capital/Seu               | Codi Postal | Subdistrictes | Vila      | Comunitats Residencials | Llogarets administratius |           |
| ------ | --------------------- | ------ | ----------- | ----------- | ------------- | ------------------------- | ----------- | ------------- | --------- | ----------------------- | ------------------------ | --------- |
| 440500 | Shantou               | 汕头市 | Shàntóu Shì | 2248.39     | 5,389,328     | Districte de Chancheng    | 515000      | 37            | 32        | 517                     | 548                      |           |
| 440507 | Districte de Longhu   | 龙湖区 | Lónghú Qū   | 119.42      | 536,356       | Subdistricte de Jinxia    | 515000      | 5             | 2         | 80                      | 32                       |           |
| 440511 | Districte de Jinping  | 金平区 | Jīnpíng Qū  | 146.15      | 810,284       | Subdistricte de Shipaotai | 515000      | 17            |           | 169                     |                          |           |
| 440512 | Districte de Haojiang | 濠江区 | Háojiāng Qū | 179.89      | 267,463       | Subdistricte de Dahao     | 515000      | 7             |           | 60                      |                          |           |
| 440513 | Districte de Chaoyang | 潮阳区 | Cháoyáng Qū | 664.91      | 1,626,357     | Subdistricte de Wenguang  | 515100      | 4             | 9         | 93                      | 179                      |           |
| 440514 | Districte de Chaonan  | 潮南区 | Cháonán Qū  | 596.42      | 1,288,165     | Subdistricte de Xiashan   | 515100      | 1             | 10        | 65                      | 167                      |           |
| 440515 | Districte de Chenghai | 澄海区 | Chénghǎi Qū | 429.43      | 800,399       | Subdistricte de Chenghua  | 515800      | 3             | 8         | 45                      | 137                      |           |
| 440523 | Comtat de Nan'ao      | 南澳县 | Nán'ào Xiàn | 112.17      | 60,304        | Houzhai                   | 515900      |               | 3         | 5                       | 33                       |           |

El 2003 es va establir el districte de Haojiang segregat dels districtes de Hepu i de Dahao que havien estat reunits, i el districte de Jinping amb Shengping i Jinyuan; les viles de Waisha i Xinxi, abans part de la ciutat de Chenghai, foren unides al districte de Longhu; la ciutat de Chenghai va esdevenir el districte de Chenghai; la ciutat de Chaoyang va ser dividida i va esdevenir els districtes de Chaoyang i de Chaonan.

## Història
Durant la dinastia Song, Shantou no era més que un petit poble de pescadors pertanyent a la ciutat de Tuojiang, en el districte de Jieyang. Es va convertir en Xialing durant la dinastia Yuan. L'any 1563, Shantou formava part del districte de Chenghai.
A principis de 1574, va canviar el seu nom pel de Shashan Ping (沙汕坪). Al segle xvii es va fabricar la plataforma d'un canó de nom Shashan Toupaotai (沙汕头炮台) i el nom del lloc es va abreujar a Shantou que fa referència a ser la capital dels paranys de bambú de pesca, una eina amb forma de gerra. Arxivat 2016-05-12 a Wayback Machine. Es va convertir en ciutat el 1919 i es va separar de Chenghai el 1921. El seu port va quedar obert al comerç exterior en finalitzar la segona Guerra de l'Opi (1861).
Des de 1958 fins a 1983 les ciutats de Chaozhou i les seves veïnes properes Shantou i Jieyang, es van unir sota el nom de Chaoshan (潮汕地区) per la seva religió, lingüística i cultura similar.
Shantou va ser una ciutat important en la història xinesa del segle xix en ser un dels principals ports de comerç i contacte amb les cultures occidentals. Va ser una de les primeres Zones Econòmiques Especials de la Xina, establerta el 1980, encara que no s'ha desenvolupat al mateix nivell que altres com Shenzhen, Xiamen o Zhuhai. No obstant això, la ciutat alberga l'única universitat de la zona nord-est de la província de Guangdong, la Universitat de Shantou.

## Demografia
Un gran nombre d'habitants de la ciutat procedeixen de la prefectura de Chaozhou. Els residents de Shantou utilitzen el dialecte de Chaozhou, el xinès o el dialecte nacional, el mandarí anomenat també putonghua.
Segons les estadístiques del govern, 2.16 milions de xinesos que habiten fora del país tenen els seus orígens a la ciutat de Shantou. A Tailàndia i Singapur existeix una important colònia de descendents d'antics habitants de la ciutat. Un exemple de la seva presència està en els nombrosos vols directes que uneixen la ciutat de Bangkok amb Shantou.

## Clima
Shantou té un monsó influït pel Clima subtropical humit,amb hiverns curts i estius llargs i humits. La temperatura mitjana mensual és de 14C a 28C,per a una mitjana anual de 21C. La pluja és d'1.640 mil·límetres i es precipita d'abril a setembre.